# Pyrrholaemus sagittatus
Chthonicola sagittatus (đồng nghĩa Pyrrholaemus sagittatus) là loài chim duy nhất thuộc chi Chthonicola trong họ Acanthizidae. Nó là loài chim đặc hữu của Australia, sinh sống trong các khu rừng ôn đới. Loài này được tìm thấy từ tây nam Victoria tới trung Queensland ở vùng đông nam Australia, chủ yếu là trên các vùng dốc và đồi núi đỉnh bằng thuộc dãy núi Great Dividing.